# ودي مان
ودي مان (بالإنجليزية: Woody Mann)‏ هو عازف جاز أمريكي، ولد في 1953 في نيويورك في الولايات المتحدة.

## وصلات خارجية
- الموقع الرسمي
- ودي مان على موقع ميوزك برينز (الإنجليزية)
- ودي مان على موقع ديسكوغز (الإنجليزية)